# Pterotrichina
Genre
Pterotrichina est un genre d'araignées aranéomorphes de la famille des Gnaphosidae.

## Distribution
Les espèces de ce genre se rencontrent en Algérie, en Tunisie, à Malte et au Pakistan,.

## Liste des espèces
Selon World Spider Catalog (version 17.5, 10/11/2016) :
- Pterotrichina elegans Dalmas, 1921
- Pterotrichina nova Caporiacco, 1934

## Publication originale
- Dalmas, 1921 : Monographie des araignées de la section des Pterotricha (Aran. Gnaphosidae). Annales de la Société Entomologique de France, vol. 89, p. 233-328 (texte intégral).